# Cristina Maestreová
Cristina Maestreová Martínová de Almargo ( vyslovováno [kɾisˈtina maˈestɾe]; * 27. července 1975 Ciudad Real) je španělská politička ze Španělské socialistické dělnické strany (PSOE), která od roku 2019 působí jako poslankyně Evropského parlamentu.

## Politická kariéra
Od roku 2003 do roku 2015 působila jako městská radní v Daimielu a od roku 2004 do roku 2011 jako senátorka.
V Evropském parlamentu působila v Petičním výboru a ve Výboru pro regionální rozvoj. Kromě úkolů ve výborech je součástí parlamentní delegace pro vztahy s Čínou. Je také členkou meziskupiny Evropského parlamentu pro malé a střední podniky (SME).